# 상동나무
상동나무(Sageretia theezans, Chinese sweet plum)는 갈매나무과의 낙엽 또는 반상록 관목이다.
한국 남해안 섬과 일본·인도·중국에 분포하며, 바닷가 산지에서 자란다. 잎은 어긋나고 일부 월동하며 넓은 난형으로 가장자리에는 잔톱니가 있고 뒷면 맥 위에는 잔털이 있다. 꽃은 양성(兩性)으로 10-11월에 피고 황색이며 수상꽃차례에 달린다. 꽃받침조각과 꽃잎은 5개씩이고 꽃잎이 훨씬 짧다. 열매는 둥글고 이듬해 4-5월에 자흑색으로 익는다. 잎은 가을에 황색으로 변한다. 상동나무는 이 나무가 반상록상태로 겨울을 난다 해서 생동목(生冬木)이란 이름이 붙었고, 이것이 생동나무를 거처 상동나무로 변화된 것으로 추정된다.